# Campeonato Gaúcho de Futebol de 2022 - Série B
O Campeonato Gaúcho de Futebol - Série B de 2022 é a 21ª edição do terceiro nível do futebol gaúcho. A competição, organizada pela Federação Gaúcha de Futebol, seria disputada por dezessete equipes, e com a desistência do Igrejinha antes do início da competição, será disputada por dezesseis equipes, entre os meses de julho e outubro e garantiu o acesso à Série A2 de 2023 ao campeão e vice-campeão da competição.
O nome oficial da Taça deste campeonato será "Taça Guilherme Silva Dias", em homenagem ao ex-jogador da década de 60 e torcedor do Farroupilha, falecido em março de 2022, conhecido por sempre estar presente em todos os jogos da equipe no estado.

## Fórmula de Disputa
Em abril foi realizado o congresso técnico da competição, definindo a fórmula de disputa:
- 1ª Fase: Consiste na divisão das equipes em quatro grupos constituídos de forma regionalizada, em que haverá confrontos em turno e returno dentro dos grupos. Classificam-se para a fase seguinte os dois melhores times dos grupos:
Grupo A: Atlético Carazinho, Elite, Santo Ângelo e São Borja
Grupo B: Garibaldi, Gramadense, Igrejinha e Marau
Grupo C: Monsoon, Sapucaiense, PRS, Riopardense e União Harmonia
Grupo D: Bagé, Farroupilha, Rio Grande e Riograndense

Após a desistência do Igrejinha, foi realizado um congresso técnico extraordinário em que se realizou um sorteio entre as cinco equipes do grupo C. No evento, o Monsoon acabou sendo sorteado para ser transferido ao grupo B.
- 2ª, 3ª e 4ª Fases: Consistem em jogos eliminatórios disputados em ida-e-volta, com o mando de campo da segunda partida será do time com melhor aproveitamento técnico acumulado.
- Acesso: Recebem vaga para a Série A2 de 2023 os clubes que forem classificados para a 4ª fase (finais).

## Participantes
Em relação ao ano anterior, o campeonato conta com o retorno do Atlético Carazinho após um hiato de 5 anos, do Santo Ângelo,  do Garibaldi e do PRS, que haviam disputado o campeonato pela última vez em 2019, e do Farroupilha que teve como última disputa profissional a divisão de acesso de 2019, ano em que foi rebaixado. Além disso, este ano marca as estreias profissionais do Gramadense e do Monsoon. Por outro lado, houve as desistências do Igrejinha, rebaixado da Série A2 na temporada anterior, que abdicou de participar do campeonato por razões financeiras. Sport Clube 12 Horas, Nova Prata, Novo Horizonte  e Três Passos, que disputaram a temporada anterior, não constaram na relação de participantes divulgada em maio de 2022.

## Estádios
Por conta de problemas com a liberação do corpo de bombeiros, diversos clubes precisaram mandar um ou mais jogos fora dos seus estádios usuais e alguns jogos foram adiados. O Bagé precisou jogar na fase de grupos no Estádio Boca do Lobo, em Pelotas
| Monsoon Farroupilha Sapucaiense Canoas Bagé Rio Grande Riograndense Elite Santo Ângelo São Borja Marau Gramadense Atlético Carazinho Garibaldi Canoas PRS Riopardense União HarmoniaLocalização dos estádios no estado. |

## Primeira Fase

### Grupo A
| Grupo 1 | Grupo 1            | Grupo 1 | Grupo 1 | Grupo 1 | Grupo 1 | Grupo 1 | Grupo 1 | Grupo 1 | Grupo 1 | Grupo 1 |
| Pos     | Times              | Pts     | J       | V       | E       | D       | GP      | GC      | SG      | %       |
| ------- | ------------------ | ------- | ------- | ------- | ------- | ------- | ------- | ------- | ------- | ------- |
| 1       | São Borja          | 14      | 6       | 4       | 2       | 0       | 8       | 2       | +6      | 78      |
| 2       | Elite              | 13      | 6       | 4       | 1       | 1       | 10      | 5       | +5      | 72      |
| 3       | Atlético Carazinho | 6       | 6       | 2       | 0       | 4       | 4       | 9       | –5      | 33      |
| 4       | Santo Ângelo       | 1       | 6       | 0       | 1       | 5       | 3       | 9       | –6      | 6       |

|  |                                      |
|  | Equipes classificadas à Segunda Fase |

| Atlético Carazinho |     | 0–2 | 3−1 | 0–1 |
| Elite              | 2–0 |     | 3–2 | 1−2 |
| Santo Ângelo       | 0–1 | 0−1 |     | 0–1 |
| São Borja          | 3–0 | 1–1 | 0–0 |     |

|  |                      |
|  | Vitória do Mandante  |
|  | Empate               |
|  | Vitória do Visitante |

#### Jogos
1ª Rodada
| 5 de julho de 2022 | Santo Ângelo | 0 – 1          | Atlético Carazinho | Três Passos |  |
| 15:00              |              | Súmula Borderô | 85' Kaio           | Estádio: CT Futebol com Vida Público: 0 Renda: R$ –2 563,00 Árbitro: Gederson Foletto Árbitros assistentes: Jonas Carls Deonir Antunes Quarto árbitro: Marlon Moreira |  |

| 7 de agosto de 2022 | São Borja         | 1 – 1          | Elite      | São Borja |  |
| 15:00               | Vinicius Lima 50' | Súmula Borderô | 41' Marcos | Estádio: Estádio Vicente Goulart Público: 270 Renda: R$ – 133,50 Árbitro: Tiago Rodrigues Árbitros assistentes: Rodrigo Dahmer Rafael Alves Quarto árbitro: Tiago Staduto |  |

2ª Rodada
| 9 de julho de 2022 | Atlético Carazinho | 0 – 1          | São Borja | Carazinho |  |
| 15:00              |                    | Súmula Borderô | 31' Eric  | Estádio: Estádio Paulo Coutinho Público: 50 Renda: R$ –2 113,30 Árbitro: Cristiano dos Santos Árbitros assistentes: Renato de Oliveira Pablo Kusiak Quarto árbitro: Carlos Lima |  |

| 10 de julho de 2022 | Elite                             | 3 – 2          | Santo Ângelo        | Panambi |  |
| 15:00               | Marcos 8' 45' · Luiz Henrique 80' | Súmula Borderô | 24' Alex · 57' Igor | Estádio: Estádio João Marimon Júnior Público: 30 Renda: R$ –2 293,30 Árbitro: Leandro Soares Árbitros assistentes: Pablo Kusiak Renato de Oliveira Quarto árbitro: Mirjano Klassmann |  |

3ª Rodada
| 17 de julho de 2022 | São Borja | 0 – 0          | Santo Ângelo | São Borja |  |
| 15:00               |           | Súmula Borderô |              | Estádio: Estádio Vicente Goulart Público: 420 Renda: R$ 1 216,70 Árbitro: Tiago Rodrigues Árbitros assistentes: Rodrigo Dahmer Haury Temp Quarto árbitro: Solano de Oliveira |  |

| 18 de julho de 2022 | Elite                      | 2 – 0          | Atlético Carazinho | Panambi |  |
| 15:00               | Fernandinho 1' · Marcos 2' | Súmula Borderô |                    | Estádio: Estádio João Marimon Júnior Público: 10 Renda: R$ –2 473,30 Árbitro: Janvie Baroni Árbitros assistentes: Alex Brito Joilson Gradin Quarto árbitro: Alisson dos Santos |  |

4ª Rodada
| 23 de julho de 2022 | Atlético Carazinho | 0 – 2          | Elite                        | Carazinho |  |
| 15:00               |                    | Súmula Borderô | 47' Marcos · 80' Fernandinho | Estádio: Estádio Paulo Coutinho Público: 30 Renda: R$ 5 971,00 Árbitro: Carlos Lima Árbitros assistentes: João Pedersen Pablo Kusiak Quarto árbitro: Cristiano dos Santos |  |

| 28 de julho de 2022 | Santo Ângelo | 0 – 1          | São Borja | Santo Ângelo |  |
| 15:00               |              | Súmula Borderô | 49' Eric  | Estádio: Estádio da Zona Sul Público: 0 Renda: R$ –2 563,30 Árbitro: Rafael Lavalhos Árbitros assistentes: Jonas Carls Joilson Gradin Quarto árbitro: Marlon Moreira |  |

5ª Rodada
| 31 de julho de 2022 | São Borja                             | 3 – 0          | Atlético Carazinho | São Borja |  |
| 15:00               | Vinicius Lima 4', 64' · Alan 45' (+1) | Súmula Borderô |                    | Estádio: Estádio Vicente Goulart Público: 230 Renda: R$ –493,30 Árbitro: Tiago Staduto Árbitros assistentes: Haury Temp Rafael Alves Quarto árbitro: Tiago Rodrigues |  |

| 10 de agosto de 2022 | Santo Ângelo | 0 – 1  | Elite               | Santo Ângelo |  |
| 15:00                |              | Súmula | 28' Fernandinho 28' | Estádio: Estádio da Zona Sul Árbitro: Nicolas das Almas Árbitros assistentes: João Pedersen Cristiano dos Santos Quarto árbitro: Mirjano Klassman |  |

6ª Rodada
| 14 de agosto de 2022 | Atlético Carazinho           | 3 – 1 | Santo Ângelo | Carazinho                       |  |
| 15:00                | Lucas 54', 56' · Gabriel 65' | Jogo  | Roniel 69'   | Estádio: Estádio Paulo Coutinho |  |

| 14 de agosto de 2022 | Elite           | 1 – 2 | São Borja             | Santo Ângelo                 |  |
| 15:00                | Fernandinho 47' | Jogo  | Eric 15' · Daniel 57' | Estádio: Estádio da Zona Sul |  |

### Grupo B
Neste grupo, o primeiro a se classificar foi o Monsoon, na quarta rodada, ao vencer o Gramadense por 2-1.
| Grupo 2 | Grupo 2    | Grupo 2 | Grupo 2 | Grupo 2 | Grupo 2 | Grupo 2 | Grupo 2 | Grupo 2 | Grupo 2 | Grupo 2 |
| Pos     | Times      | Pts     | J       | V       | E       | D       | GP      | GC      | SG      | %       |
| ------- | ---------- | ------- | ------- | ------- | ------- | ------- | ------- | ------- | ------- | ------- |
| 1       | Monsoon    | 16      | 6       | 5       | 1       | 0       | 15      | 2       | +13     | 89      |
| 2       | Gramadense | 12      | 6       | 4       | 0       | 2       | 9       | 4       | +5      | 67      |
| 3       | Garibaldi  | 7       | 6       | 2       | 1       | 3       | 6       | 8       | −2      | 39      |
| 4       | Marau      | 0       | 6       | 0       | 0       | 6       | 2       | 18      | –16     | 0       |

|  |                                      |
|  | Equipes classificadas à Segunda Fase |

| Garibaldi  |     | 0–1 | 2–1 | 0–0 |
| Gramadense | 2−0 |     | 1–0 | 1–2 |
| Marau      | 1–3 | 0–4 |     | 0−4 |
| Monsoon    | 3–1 | 2–0 | 4–0 |     |

|  |                      |
|  | Vitória do Mandante  |
|  | Empate               |
|  | Vitória do Visitante |

#### Jogos
1ª Rodada
| 3 de julho de 2022 | Garibaldi | 0 – 1          | Gramadense   | Garibaldi |  |
| 15:00              |           | Súmula Borderô | 32' Maurício | Estádio: Estádio Alcides Santarosa Público: 233 Renda: R$ –509,05 Árbitro: Fábio dos Santos Árbitros assistentes: Marcelo Krindges Alexandre de Cesaro Quarto árbitro: Gabriel Konzen |  |

| 3 de julho de 2022 | Monsoon                                                      | 4 – 0          | Marau | Porto Alegre |  |
| 15:00              | Maicon 2' · Vitor 72' · Carlos Gabriel 81' · José Carlos 90' | Súmula Borderô |       | Estádio: Estádio Parque Lami Público: 80 Renda: R$ –1 843,30 Árbitro: Allan Azevedo Árbitros assistentes: Daniel Fraga Daniel Epping Quarto árbitro: Felipe Vuaden |  |

2ª Rodada
| 9 de julho de 2022 | Monsoon                          | 3 – 1          | Garibaldi              | Porto Alegre |  |
| 15:00              | Maicon 16' · Jo 28' · Rodney 32' | Súmula Borderô | 22' João Victor Castro | Estádio: Estádio Parque Lami Público: 49 Renda: R$ –2 122,30 Árbitro: Elias Elyseu Árbitros assistentes: Rodrigo Vargas João de Freitas Quarto árbitro: Michel Flores |  |

| 10 de julho de 2022 | Gramadense    | 1 – 0          | Marau | Gramado |  |
| 15:00               | Guilherme 23' | Súmula Borderô |       | Estádio: Vila Olímpica Público: 333 Renda: R$ 433,70 Árbitro: Gutiérrez Vasques Árbitros assistentes: Johnatan Ceconi Alexandre Frozza Quarto árbitro: Fernando Bertin |  |

3ª Rodada
| 16 de julho de 2022 | Marau        | 1 – 3          | Garibaldi                           | Passo Fundo |  |
| 15:00               | Ivanilso 48' | Súmula Borderô | 16' Dodo · 44' Felipe · 60' Fabiano | Estádio: Arena BSBios Público: 0 Renda: R$ –2 563,30 Árbitro: Fernando Bertin Árbitros assistentes: Maicon Stormowski Diego Hemmig Quarto árbitro: Rafael Machado |  |

| 17 de julho de 2022 | Monsoon       | 2 – 0          | Gramadense | Porto Alegre |  |
| 15:00               | Vitor 80' 82' | Súmula Borderô |            | Estádio: Estádio Parque Lami Público: 90 Renda: R$ –1 753,30 Árbitro: Joseph Lopes Árbitros assistentes: Giovanni Medeiros Tomas Hartmann Quarto árbitro: Gabriel Moreira |  |

4ª Rodada
| 24 de julho de 2022 | Gramadense  | 1 – 2          | Monsoon              | Gramado |  |
| 15:00               | Gustavo 44' | Súmula Borderô | 37' Igor · 48' Vitor | Estádio: Vila Olímpica Público: 239 Renda: R$ –412,30 Árbitro: Márcio Bombassaro Árbitros assistentes: Lucas Simiano do Nascimento Lucas do Nascimento Quarto árbitro: Jardel Luan Martins |  |

| 24 de julho de 2022 | Garibaldi                 | 2 – 1          | Marau     | Garibaldi |  |
| 15:00               | Gustavo 40' · Koreano 74' | Súmula Borderô | 73' Lucas | Estádio: Estádio Alcides Santarosa Público: 160 Renda: R$ –1 313,30 Árbitro: Cristiano da Silva Árbitros assistentes: Renan Ramos Ronei Zwirtes Quarto árbitro: Felipe da Silva |  |

5ª Rodada
| 30 de julho de 2022 | Marau | 0 – 4  | Gramadense                                            | Passo Fundo |  |
| 15:00               |       | Súmula | 24', 81' Maurício · 65' Kerlly · 69' (pen.) Guilherme | Estádio: Arena BSBios Árbitro: Jardel Martins Árbitros assistentes: Marcelo Krindges Ronei Zwirtes Quarto árbitro: Rafael Machado |  |

| 31 de julho de 2022 | Garibaldi | 0 – 0  | Monsoon | Garibaldi |  |
| 15:00               |           | Súmula |         | Estádio: Estádio Alcides Santarosa Árbitro: Fernando Bertin Árbitros assistentes: Maicon Stormowski Diego Hemmig Quarto árbitro: Alcione Policarpo |  |

6ª Rodada
| 14 de agosto de 2022 | Marau | 0 – 4 | Monsoon                                                   | Passo Fundo           |  |
| 15:00                |       | Jogo  | Lucas Coutinho 20', 32' · Itamar 56' · Carlos Gabriel 73' | Estádio: Arena BSBios |  |

| 14 de agosto de 2022 | Gramadense                | 2 – 0 | Garibaldi | Gramado                |  |
| 15:00                | Andriel 41' · Matheus 97' | Jogo  |           | Estádio: Vila Olímpica |  |

### Grupo C
O primeiro clube a se classificar foi o Sapucaiense, ainda na quarta rodada, após superar o União Harmonia por 6-1.
| Grupo 3 | Grupo 3        | Grupo 3 | Grupo 3 | Grupo 3 | Grupo 3 | Grupo 3 | Grupo 3 | Grupo 3 | Grupo 3 | Grupo 3 |
| Pos     | Times          | Pts     | J       | V       | E       | D       | GP      | GC      | SG      | %       |
| ------- | -------------- | ------- | ------- | ------- | ------- | ------- | ------- | ------- | ------- | ------- |
| 1       | Sapucaiense    | 13      | 6       | 4       | 1       | 1       | 15      | 7       | +8      | 72      |
| 2       | PRS            | 11      | 6       | 3       | 2       | 1       | 12      | 10      | +2      | 61      |
| 3       | Riopardense    | 5       | 6       | 0       | 5       | 1       | 11      | 12      | –1      | 28      |
| 4       | União Harmonia | 2       | 6       | 0       | 2       | 4       | 9       | 18      | –9      | 11      |

|  |                                      |
|  | Equipes classificadas à Segunda Fase |

| PRS            |     | 2–2 | 1–3 | 3–1 |
| Riopardense    | 2–2 |     | 1–2 | 1–1 |
| Sapucaiense    | 0−1 | 2–2 | 1−0 | 6–1 |
| União Harmonia | 2–3 | 3−3 | 1–2 |     |

|  |                      |
|  | Vitória do Mandante  |
|  | Empate               |
|  | Vitória do Visitante |

#### Jogos
1ª Rodada
| 2 de julho de 2022 | Riopardense | 1 – 1          | União Harmonia | Canoas |  |
| 15:00              | Dudu 80'    | Súmula Borderô | 15' Tuta       | Estádio: Complexo Esportivo da Ulbra Público: 75 Renda: R$ –1 888,30 Árbitro: Joseph Lopes Árbitros assistentes: João de Freitas Ariela da Silveira Quarto árbitro: Michel Flores |  |

| 3 de julho de 2022 | PRS        | 1 – 3          | Sapucaiense                       | Canoas |  |
| 15:00              | Thomas 28' | Súmula Borderô | 25' Lucas · 82' Pitter · 90' Alex | Estádio: Complexo Esportivo da Ulbra Público: 130 Renda: R$ –3 443,30 Árbitro: Andressa Hartmann Árbitros assistentes: Rodrigo de Vargas Luciano de Mello Quarto árbitro: Diogo de Souza |  |

2ª Rodada
| 9 de julho de 2022 | Sapucaiense            | 2 – 2          | Riopardense   | Sapucaia do Sul |  |
| 15:00              | Jotinha 36' · Alex 81' | Súmula Borderô | 9' 51' Afonso | Estádio: Estádio Arthur Mesquita Dias Público: 70 Renda: R$ –1 933,30 Árbitro: Sérgio Moraes Árbitros assistentes: Maicon dos Santos Paulo Medeiros Quarto árbitro: Gabriel Moreira |  |

| 10 de julho de 2022 | União Harmonia          | 2 – 3          | PRS                                      | Canoas |  |
| 15:00               | Tuta 45' · Anderson 61' | Súmula Borderô | 75' Gabriel · 85' Dionathan · 90' Dhyogo | Estádio: Complexo Esportivo da Ulbra Público: 50 Renda: R$ –6 203,30 Árbitro: Patrick Farias Árbitros assistentes: Eduardo Boaz Giovanni Medeiros Quarto árbitro: Renan Altenhofen |  |

3ª Rodada
| 16 de julho de 2022 | Riopardense             | 2 – 2          | PRS                                     | Canoas |  |
| 15:00               | Arthur 25' · Afonso 59' | Súmula Borderô | 86' Guilherme Bitencourt · 88' Thalyson | Estádio: Complexo Esportivo da Ulbra Público: 64 Renda: R$ –1 987,30 Árbitro: Deividi de Freitas Árbitros assistentes: Fabrício Villa Jonathan de Fraga Quarto árbitro: Marcelo Stahlecker |  |

| 19 de julho de 2022 | União Harmonia | 1 – 2          | Sapucaiense            | Canoas |  |
| 15:00               | Fabinho 15'    | Súmula Borderô | 41' Andrews · 44' Iago | Estádio: Complexo Esportivo da Ulbra Público: 50 Renda: R$ –6 203,30 Árbitro: Elias Elyseu Árbitros assistentes: Estefani da Rosa Jeissyevan Gonçalves Quarto árbitro: Geisson da Silva |  |

4ª Rodada
| 23 de julho de 2022 | Sapucaiense                                                        | 6 – 1          | União Harmonia | Sapucaia do Sul |  |
| 15:00               | Andrews 2' · Iago 43' · Allisson 59' · Lucas 71' 80' · Nycolas 88' | Súmula Borderô | 82' Yago       | Estádio: Estádio Arthur Mesquita Dias Público: 45 Renda: R$ –2 158,30 Árbitro: João Valendorf Árbitros assistentes: Natan dos Santos Júlio Bernardo da Costa Quarto árbitro: Renan Altenhofen |  |

| 24 de julho de 2022 | PRS                      | 2 – 2          | Riopardense             | Canoas |  |
| 15:00               | Gabriel 13' · Taylor 10' | Súmula Borderô | 24' Vitor · 90' Chamahk | Estádio: Complexo Esportivo da Ulbra Público: 56 Renda: R$ –9,30 Árbitro: Eduardo Bastos Árbitros assistentes: Maicon dos Santos Elissandro dos Santos Quarto árbitro: Felipe Vuaden |  |

5ª Rodada
| 30 de julho de 2022 | Riopardense | 1 – 2  | Sapucaiense        | Canoas |  |
| 15:00               | Yuri 38'    | Súmula | 45', 90' Ivan Lima | Estádio: Complexo Esportivo da Ulbra Árbitro: Deividi de Freitas Árbitros assistentes: Diego da Rosa Dione Lopes Quarto árbitro: Ruggeri da Fontoura |  |

| 31 de julho de 2022 | PRS                                  | 3 – 1          | União Harmonia | Canoas |  |
| 15:00               | Marlon 69' · Dhyogo 75' · Thomas 81' | Súmula Borderô | 7' Erick       | Estádio: Complexo Esportivo da Ulbra Público: 50 Renda: R$ –2 113,30 Árbitro: Marcelo Pereira Árbitros assistentes: João de Freitas Paulo Medeiros Quarto árbitro: Gabriel Moreira |  |

6ª Rodada
| 12 de agosto de 2022 | Sapucaiense | 0 – 1 | PRS        | Sapucaia do Sul                       |  |
| 15:00                |             | Jogo  | Dhyogo 49' | Estádio: Estádio Arthur Mesquita Dias |  |

| 14 de agosto de 2022 | União Harmonia                         | 3 – 3 | Riopardense                                | Canoas                               |  |
| 15:00                | Fabinho 30' · João 83' · Halguston 88' | Jogo  | Tuta 12' · Lucas Moreira 26' · Chamahk 47' | Estádio: Complexo Esportivo da Ulbra |  |

### Grupo D
| Grupo 4 | Grupo 4      | Grupo 4 | Grupo 4 | Grupo 4 | Grupo 4 | Grupo 4 | Grupo 4 | Grupo 4 | Grupo 4 | Grupo 4 |
| Pos     | Times        | Pts     | J       | V       | E       | D       | GP      | GC      | SG      | %       |
| ------- | ------------ | ------- | ------- | ------- | ------- | ------- | ------- | ------- | ------- | ------- |
| 1       | Bagé         | 15      | 6       | 5       | 0       | 1       | 18      | 2       | +16     | 83      |
| 2       | Rio Grande   | 13      | 6       | 4       | 1       | 1       | 7       | 3       | +4      | 72      |
| 3       | Riograndense | 5       | 6       | 1       | 2       | 3       | 4       | 9       | –5      | 28      |
| 4       | Farroupilha  | 1       | 6       | 0       | 1       | 5       | 4       | 19      | –15     | 6       |

|  |                                      |
|  | Equipes classificadas à Segunda Fase |

| Bagé         |     | 7–0 | 1–0 | 2–1 |
| Farroupilha  | 0–5 |     | 2−3 | 1–2 |
| Rio Grande   | 1–0 | 1–0 |     | 2–0 |
| Riograndense | 0−3 | 1–1 | 0–0 |     |

|  |                      |
|  | Vitória do Mandante  |
|  | Empate               |
|  | Vitória do Visitante |

#### Jogos
1ª Rodada
| 2 de julho de 2022 | Rio Grande | 1 – 0          | Farroupilha | Rio Grande |  |
| 15:00              | Vitor 63'  | Súmula Borderô |             | Estádio: Estádio Arthur Lawson Público: 17 Renda: R$ –2 329,55 Árbitro: Marcelo Bitelbron Árbitros assistentes: Natan dos Santos Maicon dos Santos Quarto árbitro: Matheus Costa |  |

| 21 de julho de 2022 | Bagé                  | 2 – 1          | Riograndense | Pelotas |  |
| 15:00               | Jean 69' · Romulo 90' | Súmula Borderô | 10' Carioca  | Estádio: Estádio Boca do Lobo Público: 24 Renda: R$ –2 347,30 Árbitro: Marcelo Bitelbron Árbitros assistentes: João de Freitas Júlio da Costa Quarto árbitro: Cristian Massuda |  |

2ª Rodada
| 10 de julho de 2022 | Riograndense | 0 – 0          | Rio Grande | Rio Grande |  |
| 15:00               |              | Súmula Borderô |            | Estádio: Estádio Torquato Pontes Público: 328 Renda: R$ 388,70 Árbitro: Dakimalo Gomes Árbitros assistentes: Luiz Paulo Rodrigues Douglas Vidarte Quarto árbitro: Glederson de Almeida |  |

| 7 de agosto de 2022 | Farroupilha | 0 – 5 | Bagé | Pelotas                       |  |
| 15:00               |             | Jogo  |      | Estádio: Estádio Nicolau Fico |  |

3ª Rodada
| 17 de julho de 2022 | Riograndense | 1 – 1          | Farroupilha | Rio Grande |  |
| 15:00               | Sheik 71'    | Súmula Borderô | 23' Igor    | Estádio: Estádio Torquato Pontes Público: 152 Renda: R$ –1 195,30 Árbitro: Igor Balke Árbitros assistentes: Douglas Vidarte Luiz Paulo Rodrigues Quarto árbitro: Dakimalo Gomes |  |

| 18 de julho de 2022 | Bagé     | 1 – 0          | Rio Grande | Pelotas |  |
| 15:00               | Maike 8' | Súmula Borderô |            | Estádio: Estádio Boca do Lobo Público: 95 Renda: R$ –1 708,30 Árbitro: João Paulo Azevedo Árbitros assistentes: Paulo da Silva Rodrigo Tedesco Quarto árbitro: Maico Motta |  |

4ª Rodada
| 24 de julho de 2022 | Farroupilha | 1 – 2          | Riograndense    | Pelotas |  |
| 15:00               | Binho 66'   | Súmula Borderô | 21' 90' Juninho | Estádio: Estádio Nicolau Fico Público: 70 Renda: R$ –1 933,30 Árbitro: Vinicius Oliano Árbitros assistentes: Douglas Vidarte Dakimalo Gomes Quarto árbitro: Glederson de Almeida |  |

| 24 de julho de 2022 | Rio Grande | 1 – 0          | Bagé | Rio Grande |  |
| 15:00               | Arthur 11' | Súmula Borderô |      | Estádio: Estádio Arthur Lawson Público: 13 Renda: R$ –2 384,55 Árbitro: Tiago Clasen Árbitros assistentes: Rodrigo Guilherme Rui Renato Junior Quarto árbitro: Itatiã Nunes |  |

5ª Rodada
| 30 de julho de 2022 | Rio Grande                 | 2 – 0          | Riograndense | Rio Grande |  |
| 15:00               | Christofer 74' · Adson 90' | Súmula Borderô |              | Estádio: Estádio Arthur Lawson Público: 33 Renda: R$ –2 109,55 Árbitro: Eduardo Bastos Árbitros assistentes: Ilson Ramires Rodrigo da Silva Quarto árbitro: João Paulo Azevedo |  |

| 31 de julho de 2022 | Bagé                                                             | 7 – 0  | Farroupilha | Rio Grande |  |
| 15:00               | Robson 24', 34' · Andrei 36', 56' · Jean 52', 71' · Fabrício 63' | Súmula |             | Estádio: Estádio Torquato Pontes Árbitro: Allan Azevedo Árbitros assistentes: Eduardo Boaz Luciano de Mello Quarto árbitro: Michel Flores |  |

6ª Rodada
| 14 de agosto de 2022 | Farroupilha            | 2 – 3 | Rio Grande                             | Pelotas                       |  |
| 15:00                | Bruno 39' · Jadson 49' | Jogo  | Eduardo 63' · Christian 69' · Caio 90' | Estádio: Estádio Nicolau Fico |  |

| 14 de agosto de 2022 | Riograndense | 0 – 3 | Bagé                                      | Rio Grande                       |  |
| 15:00                |              | Jogo  | Jean Roberto 47' · Mayke 73' · Rômulo 84' | Estádio: Estádio Torquato Pontes |  |

## Fase Final
Em itálico, as equipes que possuem o mando de campo no primeiro jogo do confronto e em negrito as equipes classificadas.
|  | Quartas de final  | Quartas de final  | Quartas de final  | Quartas de final  |       |            | Semifinais         | Semifinais         | Semifinais         | Semifinais         |  |         | Final               | Final               | Final               | Final               |  |  |
|  | 20 a 28 de agosto | 20 a 28 de agosto | 20 a 28 de agosto | 20 a 28 de agosto |       |            | 4 a 11 de setembro | 4 a 11 de setembro | 4 a 11 de setembro | 4 a 11 de setembro |  |         | 18 a 25 de setembro | 18 a 25 de setembro | 18 a 25 de setembro | 18 a 25 de setembro |  |  |
|  |                   |                   |                   |                   |       |            |                    |                    |                    |                    |  |         |                     |                     |                     |                     |  |  |
|  | São Borja         | 0                 | 2                 | 2                 |       |            |                    |                    |                    |                    |  |         |                     |                     |                     |                     |  |  |
|  | Gramadense        | 0                 | 0                 | 0                 |       |            |                    |                    |                    |                    |  |         |                     |                     |                     |                     |  |  |
|  | Gramadense        | 0                 | 0                 | 0                 |       | São Borja  | 1                  | 0                  | 1                  |                    |  |         |                     |                     |                     |                     |  |  |
|  |                   |                   |                   |                   |       | São Borja  | 1                  | 0                  | 1                  |                    |  |         |                     |                     |                     |                     |  |  |
|  |                   | Monsoon           | 1                 | 2                 | 3     |            |                    |                    |                    |                    |  |         |                     |                     |                     |                     |  |  |
|  | Monsoon           | Monsoon           | 1                 | 2                 | 3     | 2          | 2                  | 4                  |                    |                    |  |         |                     |                     |                     |                     |  |  |
|  | Monsoon           |                   |                   |                   |       | 2          | 2                  | 4                  |                    |                    |  |         |                     |                     |                     |                     |  |  |
|  | Elite             | 2                 | 0                 | 2                 |       |            |                    |                    |                    |                    |  |         |                     |                     |                     |                     |  |  |
|  | Elite             | 2                 | 0                 | 2                 |       |            |                    |                    |                    |                    |  | Monsoon | 0                   | 1                   | 1                   |                     |  |  |
|  |                   |                   |                   |                   |       |            |                    |                    |                    |                    |  | Monsoon | 0                   | 1                   | 1                   |                     |  |  |
|  |                   | Bagé              | 0                 | 0                 | 0     |            |                    |                    |                    |                    |  |         |                     |                     |                     |                     |  |  |
|  | Sapucaiense       | Bagé              | 0                 | 0                 | 0     | 0          | 0                  | 0                  |                    |                    |  |         |                     |                     |                     |                     |  |  |
|  | Sapucaiense       |                   |                   |                   |       | 0          | 0                  | 0                  |                    |                    |  |         |                     |                     |                     |                     |  |  |
|  | Rio Grande        | 1                 | 1                 | 2                 |       |            |                    |                    |                    |                    |  |         |                     |                     |                     |                     |  |  |
|  | Rio Grande        | 1                 | 1                 | 2                 |       | Rio Grande | 0                  | 1                  | 1 (4)              |                    |  |         |                     |                     |                     |                     |  |  |
|  |                   |                   |                   |                   |       | Rio Grande | 0                  | 1                  | 1 (4)              |                    |  |         |                     |                     |                     |                     |  |  |
|  |                   | Bagé              | 0                 | 1                 | 1 (5) |            |                    |                    |                    |                    |  |         |                     |                     |                     |                     |  |  |
|  | Bagé              | Bagé              | 0                 | 1                 | 1 (5) | 6          | 7                  | 13                 |                    |                    |  |         |                     |                     |                     |                     |  |  |
|  | Bagé              |                   |                   |                   |       | 6          | 7                  | 13                 |                    |                    |  |         |                     |                     |                     |                     |  |  |
|  | PRS               | 0                 | 0                 | 0                 |       |            |                    |                    |                    |                    |  |         |                     |                     |                     |                     |  |  |

### Quartas de Final
Jogos de ida
| Domingo, 21 de agosto | Gramadense | 0 – 0 | São Borja | Gramado                |  |
| 15:00                 |            |       |           | Estádio: Vila Olímpica |  |

| Domingo, 21 de agosto | Elite                         | 2 – 2 | Monsoon                         | Santo Ângelo           |  |
| 15:00                 | Liedson 20' · Fernandinho 92' |       | Maicon Santana 24' · Rodney 63' | Estádio: 19 de Outubro |  |

| Sábado, 20 de agosto | Rio Grande | 1 – 0 | Sapucaiense | Rio Grande             |  |
| 15:00                | Cris 51'   |       |             | Estádio: Arthur Lawson |  |

| Domingo, 21 de agosto | PRS | 0 – 6 | Bagé                                                                | Canoas                               |  |
| 15:00                 |     |       | Matheus Cambuci 10' · Maike 21', 31', 57' · Alan 45' · Fabrício 64' | Estádio: Complexo Esportivo da Ulbra |  |

Jogos de volta
| Domingo, 28 de agosto | São Borja     | 2 – 0 | Gramadense | São Borja                |  |
| 15:00                 | Eric 02', 85' |       |            | Estádio: Vicente Goulart |  |

| Domingo, 28 de agosto | Monsoon                 | 2 – 0 | Elite | Porto Alegre         |  |
| 15:00                 | Lucas Coutinho 21', 59' |       |       | Estádio: Parque Lami |  |

| Sábado, 27 de agosto | Sapucaiense | 0 – 1 | Rio Grande     | Sapucaia do Sul               |  |
| 15:00                |             |       | Lucas Melo 83' | Estádio: Arthur Mesquita Dias |  |

| Domingo, 28 de agosto | Bagé                                                                                             | 7 – 0 | PRS | Bagé                  |  |
| 15:00                 | Andrei 17' · Jean Roberto 56' · Rômulo 70' · Robson 75' · Ben Hur 77' · Fabrício 80' · Maike 83' |       |     | Estádio: Nicolau Fico |  |

### Semifinais
Jogos de ida
| Domingo, 04 de setembro | São Borja   | 1 – 1 | Monsoon          | Santa Cruz do Sul             |  |
| 15:00                   | Weslley 28' |       | Eric di Lima 62' | Estádio: Estádio dos Plátanos |  |

| Domingo, 04 de setembro | Rio Grande | 0 – 0 | Bagé | Rio Grande             |  |
| 15:00                   |            |       |      | Estádio: Arthur Lawson |  |

Jogos de volta
| Domingo, 11 de setembro | Monsoon                         | 2 – 0 | São Borja | Porto Alegre         |  |
| 15:00                   | Victor Medeiros 05' · Lunna 93' |       |           | Estádio: Parque Lami |  |

| Domingo, 11 de setembro | Bagé                | 1 – 1 | Rio Grande  | Pelotas               |  |
| 11:00                   | Matheus Cambuci 77' |       | Rafinha 39' | Estádio: Nicolau Fico |  |

### Finais
Jogo de ida
| Domingo, 18 de setembro | Bagé | 0 – 0 | Monsoon | Bagé                  |  |
| 15:00                   |      |       |         | Estádio: Nicolau Fico |  |

Jogo de volta
| Sábado, 24 de setembro | Monsoon           | 1 – 0 | Bagé | Porto Alegre         |  |
| 15:00                  | Matheus Silva 88' |       |      | Estádio: Parque Lami |  |

## Premiação
| Campeonato Gaúcho Série B 2022 |
| ------------------------------ |
| Monsoon Campeão (1.º título)   |

## Suposta Manipulação de Resultados
Durante a primeira fase do campeonato, um jogador deixou o Farroupilha denunciando através das redes sociais um esquema de venda de resultados na partida contra o Bagé, em que o clube pelotense perdeu por 7–0 pela 5ª rodada, culminando na eliminação do clube ainda com dois jogos por fazer. Após a derrota na partida anterior, o técnico Gregory Macedo pediu afastamento, sendo contratado Carlos Alberto Estevão, que contratou novos jogadores subitamente e colocou os titulares habituais no banco de reservas para aquela partida. Gregory afirma ter recusado uma oferta de R$ 80 mil para participar de um esquema de manipulação, que poderia estar relacionado a uma "máfia de apostas". Segundo o Diário Popular, uma denúncia anônima semelhantes haviam sido reportada ao jornal nas semanas anterior à partida. Após o acontecido, o jogador apagou a postagem e apareceu junto ao presidente do clube, em que este último se referiu de forma confusa ao fato, sendo esta nova postagem excluída logo depois:

Ao término da partida, todos os jogadores estavam de cabeça quente. Um jogador, destaque nosso, o Iago Padilha, foi mal interpretado em uma postagem. Ele se referiu à venda do jogo. Isso não é verídico, não aconteceu. A 'venda' que ele falou foi uma 'doação'. A venda (no sentido) de doação dos jogadores que entraram e não renderam 100%. Isso Foi muito cobrado no vestiário, no caminho para o estádio, antes do segundo tempo. O Iago interpretou de uma maneira que as pessoas fizeram um ato criminoso, distorcendo o que ele falou. Ele quis falar da entrega dos jogadores. Foi uma entrega que, ao ver dele, não foi 100%.

Fábio Costa, presidente do Farroupilha, em pronunciamento
Após as primeiras notícias, a Federação Gaúcha de Futebol anunciou que este tipo de denúncia merecia cautela, pois em casos anteriores os atletas não foram capazes de provar as denúncias. Já segundo o Jornal Minuano, este tipo de suspeita têm sido levantado nas partidas de todo o campeonato, de modo geral. Por fim, o Tribunal de Justiça Desportiva da FGF anunciou que iria averiguar o caso. Após repercussão nacional do caso, a Polícia Civil e a FGF anunciaram estar investigando o caso
Além disso, o jogador que denunciou nas redes sociais anunciou a intenção de encerrar sua carreira no futebol. O treinador Gregory Macedo anunciou ter recebido ameaças de morte para si e para sua família após recusar as propostas
Após a notoriedade do caso, no mês seguinte, a Polícia Civil do Estado do Rio Grande do Sul cumpriu mandato de busca e apreensão na sede do clube, atrás de comprovações do envolvimento do clube com esquemas de manipulação de resultados.

## Técnicos
| Equipe             | Técnico                                                                                             |
| ------------------ | --------------------------------------------------------------------------------------------------- |
| Atlético Carazinho | Bruno Itararé (1ª—)                                                                                 |
| Bagé               | Paulo Coellho (1ª—)                                                                                 |
| Elite              | Valduino Alves (1ª—)                                                                                |
| Farroupilha        | Marchell Rolo (interino) (1ª) Gregory Macedo (2ª—4ª) Carlos Alberto Estevão (5ª) Marchell Rolo (6ª) |
| Garibaldi          | Iarley (1ª—)                                                                                        |
| Gramadense         | Júlio Santos (1ª—3ª) Gustavo Roloff (4ª—)                                                           |
| Marau              | André Zimmermann (1ª—)                                                                              |

| Equipe         | Técnico                                     |
| -------------- | ------------------------------------------- |
| Monsoon        | Cristian Souza (1ª—)                        |
| PRS            | Edmilson Neves (1ª—)                        |
| Rio Grande     | Claudio Junior (1ª—)                        |
| Riograndense   | Cristiano Dias (1ª—)                        |
| Riopardense    | Jonathan Demari (1ª—)                       |
| Santo Ângelo   | Gilberto Almeida (1ª—)                      |
| São Borja      | José Rafael Santos (1ª) Edmilson Abel (2ª—) |
| Sapucaiense    | Fernando Agostini (1ª—)                     |
| União Harmonia | Cleu Lemos (1ª, 3ª—) Danilo Fiúza (2ª)      |

### Mudança de técnicos
| Clube       | Antecessor             | Data        | Última partida               | Rod | Pos        | Sucessor               | Ref.   |
| ----------- | ---------------------- | ----------- | ---------------------------- | --- | ---------- | ---------------------- | ------ |
| Farroupilha | Gregory Macedo         | 26 de julho | Farroupilha 1–2 Riograndense | 4ª  | 4º (Gr. D) | Carlos Alberto Estevão | [ 22 ] |
| Farroupilha | Carlos Alberto Estevão | 1 de agosto | Bagé 7–0 Farroupilha         | 5ª  | 4º (Gr. D) | Marchell Rolo          | [ 23 ] |

## Estatísticas

### Artilharia
4 Gols (2)
- ELI Marcos
- MON Vitor

3 Gols (4)
- BAG Jean
- GRA Maurício
- RIO Afonso
- SAP Lucas

2 Gols (16)
- BAG Andrei
- BAG Robson
- ELI Fernandinho
- GRA Guilherme
- MON Maicon
- PRS Dhyogo
- PRS Gabriel
- PRS Thomas
- RGS Juninho
- SAP Alex
- SAP Andrews
- SAP Iago
- SAP Ivan Lima
- SBJ Eric
- SBJ Vinícius Lima
- UHA Tuta

1 Gol (50)
- ATL Kaio
- BAG Fabrício
- BAG Maike
- BAG Romulo
- ELI Luiz Henrique
- FAR Binho
- FAR Igor
- GAR Dodo
- GAR Fabiano
- GAR Felipe
- GAR Gustavo
- GAR Koreano
- GAR João Vitor Castro
- GRA Gustavo
- GRA Kerlly
- MAR Ivanilso
- MAR Lucas
- MON Carlos Gabriel
- MON Igor
- MON José Carlos
- MON Jo
- MON Rodney
- PRS Dionathan
- PRS Guilherme Bitencourt
- PRS Marlon
- PRS Taylor
- PRS Thalyson
- RGD Adson
- RGD Arthur
- RGD Christofer
- RGD Vitor
- RGS Carioca
- RGS Sheik
- RIO Arthur
- RIO Chamahk
- RIO Dudu
- RIO Vitor
- RIO Yuri
- SAN Alex
- SAN Igor
- SAP Alisson
- SAP Jotinha
- SAP Nycolas
- SAP Pitter
- SBJ Alan
- UHA Anderson
- UHA Erick
- UHA Fabinho
- UHA Yago

### Hat-tricks
| Jogador | Clube  | Adversário | Placar | Data   | Ref.                |
| ------- | ------ | ---------- | ------ | ------ | ------------------- |
| Nenhum  | Nenhum | Nenhum     | Nenhum | Nenhum | [carece de fontes?] |

### Poker-tricks
| Jogador | Clube  | Adversário | Placar | Data   | Ref.                 |
| ------- | ------ | ---------- | ------ | ------ | -------------------- |
| Nenhum  | Nenhum | Nenhum     | Nenhum | Nenhum | <[carece de fontes?] |

| Clube              | Jogos | Penalizado com cartão amarelo | Expulso |
| ------------------ | ----- | ----------------------------- | ------- |
| Elite              | 5     | 8                             | 0       |
| PRS                | 5     | 11                            | 0       |
| São Borja          | 5     | 12                            | 0       |
| Santo Ângelo       | 5     | 19                            | 0       |
| Rio Grande         | 5     | 28                            | 0       |
| Atlético Carazinho | 5     | 8                             | 1       |
| Garibaldi          | 5     | 12                            | 1       |
| Monsoon            | 5     | 14                            | 1       |
| Marau              | 5     | 17                            | 1       |
| Bagé               | 5     | 22                            | 1       |
| União Harmonia     | 5     | 17                            | 2       |
| Sapucaiense        | 5     | 22                            | 2       |
| Gramadense         | 5     | 19                            | 4       |
| Riograndense       | 5     | 22                            | 4       |
| Riopardense        | 5     | 27                            | 4       |
| Farroupilha        | 5     | 17                            | 8       |

|         | 1   | 2   | 3   | 4   | 5   | 6   |
| Grupo A | ATL | ELI | ELI | ELI | ELI | SBJ |
| Grupo B | MON | MON | MON | MON | MON | MON |
| Grupo C | SAP | SAP | SAP | SAP | SAP | SAP |
| Grupo D | BAG | BAG | BAG | BAG | BAG | BAG |

|         | 1   | 2   | 3   | 4   | 5   | 6   |
| Grupo A | SAN | SAN | SAN | SAN | SAN | SAN |
| Grupo B | MAR | MAR | MAR | MAR | MAR | MAR |
| Grupo C | PRS | UNI | UNI | UNI | UNI | UNI |
| Grupo D | FAR | FAR | FAR | FAR | FAR | FAR |

### Público
Maiores Públicos
Menores Públicos
Médias
| Pos.  | Time               | Média | Total | Mandos | Maior | Menor | Renda          | Refs |
| ----- | ------------------ | ----- | ----- | ------ | ----- | ----- | -------------- | ---- |
| 1     | São Borja          | 307   | 920   | 3      | 420   | 230   | R$ 590,10      | 123  |
| 2     | Gramadense         | 286   | 572   | 2      | 333   | 239   | R$ 21,40       | 12   |
| 3     | Riograndense       | 240   | 479   | 2      | 327   | 152   | – R$ 806,60    | 12   |
| 4     | Garibaldi          | 161   | 482   | 3      | 233   | 89    | – R$ 3 584,65  | 123  |
| 5     | PRS                | 79    | 236   | 3      | 130   | 50    | – R$ 5 565,90  | 123  |
| 6     | Monsoon            | 73    | 219   | 3      | 90    | 49    | – R$ 5 718,90  | 123  |
| 7     | Farroupilha        | 70    | 70    | 1      | 70    | 70    | – R$ 1 933,30  | 1    |
| 8     | Riopardense        | 59    | 176   | 3      | 75    | 37    | – R$ 6 105,90  | 123  |
| 9     | Sapucaiense        | 58    | 115   | 2      | 70    | 45    | – R$ 4 091,60  | 12   |
| 10    | União Harmonia     | 50    | 100   | 2      | 50    | 50    | – R$ 12 046,60 | 12   |
| 11    | Bagé               | 44    | 133   | 3      | 95    | 14    | – R$ 4 055,60  | 123  |
| 12    | Atlético Carazinho | 40    | 80    | 2      | 50    | 30    | R$ 3 828,40    | 12   |
| 13    | Rio Grande         | 21    | 63    | 3      | 33    | 13    | – R$ 6 823,65  | 123  |
| 14    | Elite              | 20    | 40    | 2      | 30    | 10    | – R$ 4 766,60  | 12   |
| 15    | Marau              | 0     | 0     | 1      | 0     | 0     | – R$ 2 563,30  | 1    |
| 16    | Santo Ângelo       | 0     | 0     | 2      | 0     | 0     | – R$ 5 126,60  | 12   |
| Total | Total              | 100   | 3 685 | 37     | 420   | 0     | – R$ 58 749,30 | —    |